# النادي العربي (السعودية)
النادي العربي السعودي لكرة القدم , هو نادي كرة قدم سعودي محترف، مقرهُ في عنيزة بمنطقة القصيم وسط السعودية تأسس سنة 1958, ويحمل النادي شعارا باللون الأحمر والأبيض. يُلقب النادي العربي بفارس عنيزة، وهو نادي رياضي يضم العديد من الألعاب الرياضية أبرزها كرة القدم وكرة اليد وكرة السلة. ويقع مقر النادي في محافظة عنيزة بمنطقة القصيم، والتي يوجد بها نادي آخر وهو منافسه نادي النجمة.
تأسس النادي العربي سنة 1958 وتم اعتماده رسميا سنة 1966, وكان اسمه سابقا «الاهلي», كانت بداية تأسيس النادي بواسطة مجموعة من شباب المدينة. وتولى رئاسة النادى الأستاذ سليمان بن عبد العزيز البادي بشكل غير رسمي. ومن ثم تولى رئاسة النادي رسمياً عبد الرحمن النعيم، وقد تولى رئاسة النادي منذ تأسيسه حتى سنة 2010, أربعة عشر رئيساً حيث يرأس النادي حالياً أمين بن عبد الله الملاح.

## مقر النادي

بوابة نادي العربي

كان مقره في البداية مستأجراً في أحد أحياء عنيزة الشرقية، وبعد التوسع في مزاولة العديد من الأنشطة الرياضية، انتقل النادي في عام 1970 إلى حي «هلاله» ولم يمكث طويلاً فيه، وبعدها انتقل إلى مقر آخر في شارع «السلسلة»
وفي عام 1976 انتقل إلى موقعه الأصلي في شرقي عنيزة، وظل فيه حتى انتقل في 5 مايو 1989 إلى مقره النموذجي الذي يقع في موقع استراتيجي في الجهة الجنوبية من محافظة عنيزة، ومنح المقر الجديد من قبل الرئاسة العامة لرعاية الشباب (وزارة الرياضة حالياً). ويضم ملاعب كرة القدم مزروعة بالعشب الطبيعي وملاعب مكشوفة للألعاب المختلفة مثل كرة اليد وكرة الطائرة وكرة السلة والتنس الأرضي وصالة للعلاج الطبيعي ومبنى الإدارة ومسجد، وصالة للآلعاب المختلفة بالنادي تتسع لما يربو على 600 متفرج وفي مساحة 3000م، وقد افتتحت في 24 سبتمبر 2007.

### الأستاد
لا يمتلك نادي العربي أستاد لكرة القدم، فقط يملك ملعباً للتدريبات كان سابقاً يسمى ملعب السويل وقد أنشئ سنة 1970، ويقيم مبارياته الرسمية في ملعب إدارة التعليم أو ملعب نادي النجمة.
في فبراير 2007 وفي برنامج «سيرة شخصية» الذي يبث على القناة الرياضية السعودية، ذكر صالح الواصل الرئيس السابق لنادي النجمة أنه استطاع أن يظفر بالمنشأة الجديدة لفريقة النجمة بعدما استخدم نفوذه لذلك وهذا ماتحقق فعلاً وبدون إجراء قرعة بين الناديين.

## كرة القدم

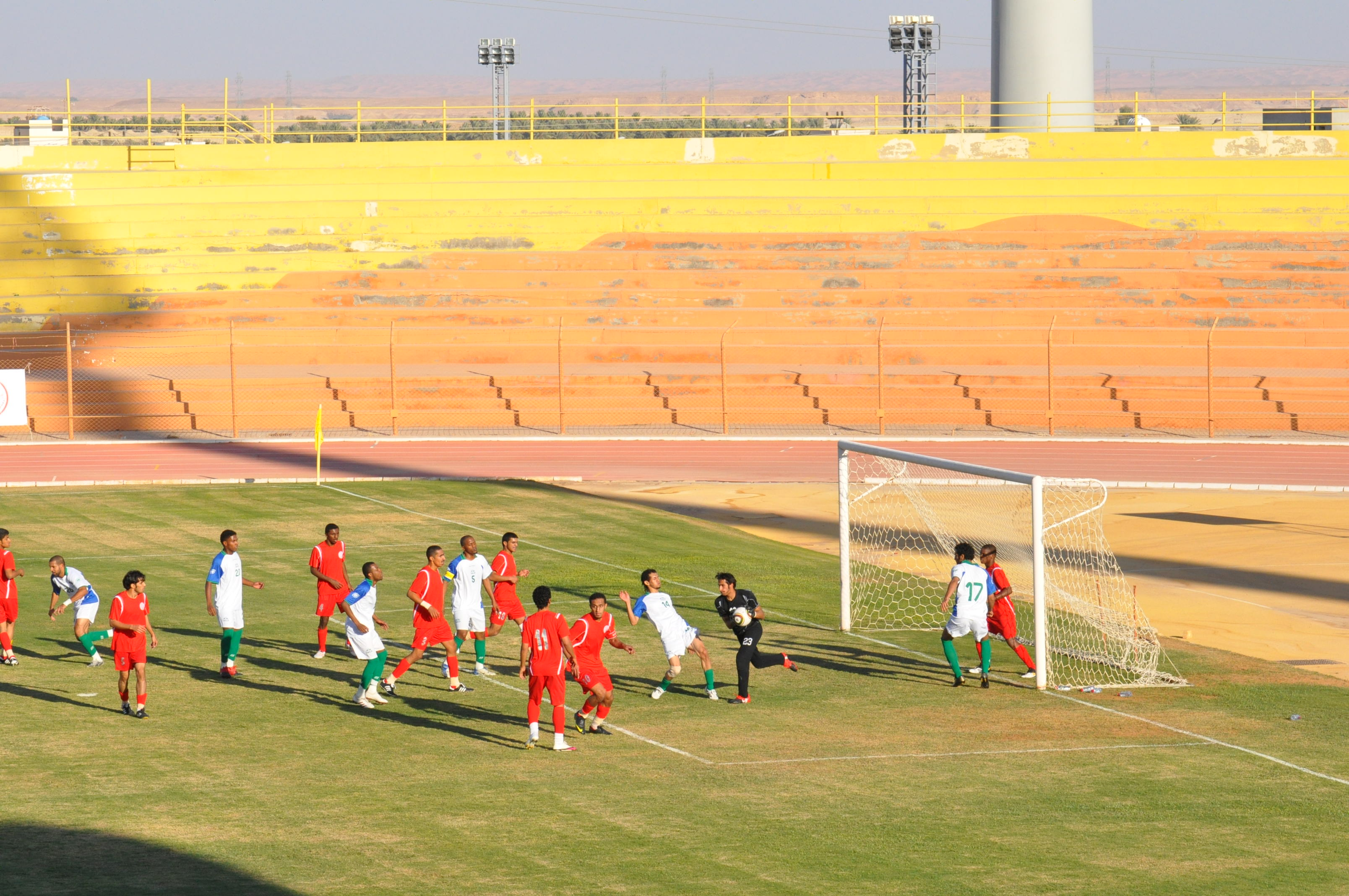
مباراة العربي ضد سدوس في دوري الدرجة الأولى

تأهل فريق كرة القدم لأول مرة من دوري المناطق موسم 1986/ 1985 ليشارك في البطولة التأهيلة التي أقيمت في الأحساء وحصل على درع الصعود فيها، ولعب لأول مره في دوري الدرجة الأولى موسم 1986/1987, ولعب لأربعة مواسم حتى تمكن في موسم 1989/1990 من التأهل إلي مصاف أندية الدوري الممتاز، وذلك بعدما حل وصيفاً في ذلك الموسم، ولعب موسم 1990/1991 في الممتاز وأحتل المركز الأخير وهبط بعدها إلي دوري الدرجة الأولى وأستمر فيها لأربعة مواسم، حتى هبط في موسم 1994/1995 إلي دوري الدرجة الثانية ليلعب تصفيات الصعود إلي دوري الدرجة الأولى موسم 1995/1996, وفشل في الصعود إلي دوري الدرجة الأولى في التصفيات النهائية التي أقيمت في الأحساء، ولعب في دوري الدرجة الثانية الذي أستحدث لأول مره موسم 1996/1997, وأستمر فيه حتى هبط في موسم 1998/1999 إلي دوري الدرجة الثالثة وذلك بعد أن لعب ثلاثة مواسم فيها، وأستمر في دوري الدرجة الثالثة حتى نجح في التأهل موسم 2001/2002 من التصفيات التي أقيمت في نجران وحصل على درع الصعود فيها وعاد إلي دوري الدرجة الثانية ولعب أول موسم 2002/2003, وعاد ليهبط إلي دوري المناطق موسم 2004/2005 بعدما أحتل المركز الأخير في الدوري وبعدما لعب ثلاثة مواسم فيها، وعاد في موسم 2008/2009 إلي دوري الدرجة الثانية بعدما أحتل المركز الثاني في التصفيات التأهليه التي أقيمت في الدمام ويلعب موسم 2009/2010 في دوري الدرجة الثانية وفي موسم 2021/2022 حقق بطولة دوري الدرجة الثانية ليصعد إلى دوري الدرجة الأولى.

### موسم 1989-90 والصعود إلي الدوري السعودي الممتاز
موسم 1989-90 كان هو الأفضل في تاريخ كرة القدم بالنادي، حيث حصل على وصيف دوري الدرجة الأولى، وذلك بعدما فاز أحد عشر مرة وتعادل في أثنتين، وخسر في خمس مباريات، وهزم منافسه والمتصدر نادي النجمة في كلتا المبارتين، حيث فاز في مباراة الذهاب بثلاثة اهداف مقابل هدف، وفاز في مباراة الإياب واحد لصفر، وكان يدرب الفريق المدرب العراقي أكرم سلمان، ويرأس النادي أحمد التركي.
| الترتيب | الفريق  | لعب | فاز | تعادل | خسر | له | عليه | الفرق | النقاط | المتأهلين والهابطين                 |
| ------- | ------- | --- | --- | ----- | --- | -- | ---- | ----- | ------ | ----------------------------------- |
| 1       | النجمة  | 18  | 11  | 4     | 3   | 18 | 10   | +8    | 26     | تأهل إلي الدوري السعودي الممتاز     |
| 2       | العربي  | 18  | 11  | 2     | 5   | 25 | 16   | +9    | 24     | تأهل إلي الدوري السعودي الممتاز     |
| 3       | هجر     | 18  | 9   | 5     | 4   | 19 | 14   | +5    | 23     |                                     |
| 4       | أحد     | 18  | 8   | 5     | 5   | 25 | 12   | +13   | 21     |                                     |
| 5       | التعاون | 18  | 8   | 3     | 7   | 17 | 14   | +3    | 19     |                                     |
| 6       | العيون  | 18  | 6   | 5     | 7   | 14 | 16   | -2    | 17     |                                     |
| 7       | الروضة  | 18  | 3   | 9     | 6   | 12 | 16   | -4    | 15     |                                     |
| 8       | الوطني  | 18  | 2   | 10    | 6   | 7  | 12   | -5    | 14     |                                     |
| 9       | الفيحاء | 18  | 3   | 6     | 9   | 8  | 19   | -11   | 12     | هبط إلي دوري الدرجة الثانية السعودي |
| 10      | الخليج  | 18  | 1   | 7     | 10  | 10 | 20   | -16   | 9      | هبط إلي دوري الدرجة الثانية السعودي |

| خالد الفرج عادل البسام محمد السبيعي (C) منصور الصهيل محمد الفرج حمد الخراز عبد الله الخشيبان عبد الله السواجي عادل المنصور صالح المطلق خالد المنصور |
| التشكيلة الأساسية موسم (1989-90). |

## تشكيلة الفريق الحالية
ملاحظة: تشير الأعلام إلى المنتخب بحسب قواعد الأهلية المعتمدة من قبل الفيفا؛ تنطبق بعض الاستثناءات المحدودة. وقد يحمل اللاعبون أكثر من جنسية لا تعترف بها الفيفا.
| الرقم | البلد    | المركز | اللاعب                               |
| ----- | -------- | ------ | ------------------------------------ |
| 1     | السعودية | حارس   | باسل البحراني                        |
| 2     | السعودية | مدافع  | عبد الرحمن المسعودي                  |
| 3     | البرازيل | مدافع  | رينالدو دوترا                        |
| 4     | السعودية | مدافع  | مناف أبو يابس                        |
| 5     | السعودية | وسط    | محمد المهنا                          |
| 6     | السعودية | وسط    | سليمان النخلي                        |
| 7     | السعودية | وسط    | محمد منصور                           |
| 8     | مالي     | وسط    | حميدو تراوري                         |
| 10    | السعودية | وسط    | وسام وهيب                            |
| 11    | هولندا   | مهاجم  | أولا جون                             |
| 12    | السعودية | مدافع  | تركي الجعدي                          |
| 13    | السعودية | وسط    | مصلح الشيخ (معار من نادي الأخدود)    |
| 14    | السعودية | وسط    | فراس الغامدي (معار من النادي الأهلي) |
| 15    | السعودية | وسط    | حسين العيسى                          |

| الرقم | البلد    | المركز | اللاعب                               |
| ----- | -------- | ------ | ------------------------------------ |
| 18    | السعودية | وسط    | يوسف الحنيفيش                        |
| 19    | السنغال  | مهاجم  | أبلاي مبينجيو                        |
| 21    | السعودية | حارس   | أيمن الحسيني                         |
| 22    | السعودية | حارس   | ملفي الرشيدي                         |
| 23    | السعودية | وسط    | راكان الطليحي (معار من نادي التعاون) |
| 24    | السعودية | مدافع  | أديب الحسن (معار من نادي التعاون)    |
| 29    | السعودية | مهاجم  | نواف البخيت                          |
| 33    | السعودية | مدافع  | محمد الدعيجي                         |
| 37    | السعودية | حارس   | عبد السلام الشمسان                   |
| 41    | السعودية | مدافع  | سلطان فقيهي                          |
| 70    | السعودية | مدافع  | علي دقرشاوي                          |
| 77    | السعودية | وسط    | ثامر الموسى                          |
| 91    | هندوراس  | مهاجم  | روميل كيوتو                          |
| 99    | السعودية | مهاجم  | مؤيد الشراري                         |

### المعارون
ملاحظة: تشير الأعلام إلى المنتخب بحسب قواعد الأهلية المعتمدة من قبل الفيفا؛ تنطبق بعض الاستثناءات المحدودة. وقد يحمل اللاعبون أكثر من جنسية لا تعترف بها الفيفا.
| الرقم | البلد    | المركز | اللاعب                                  |
| ----- | -------- | ------ | --------------------------------------- |
| 26    | السعودية | مدافع  | إبراهيم المصري (معار إلى نادي الهلالية) |

## إنجازات النادي

### كرة القدم
- كأس الأمير عبد الإله بن عبد العزيز : 1

1987
- دوري الدرجة الثانية : 2

1985
2022

### كرة اليد
- بطولة الأتحاد السعودي لكرة اليد : 1

1983
- بطولة المملكة لدرجة الشباب لكرة اليد : 1

1977
- بطولة المملكة لدرجة الناشئين لكرة اليد : 1

2009

### كرة السلة
- بطولة المملكة لكرة السلة لدرجة الناشئين : 1

1983
- بطولة المملكة لكرة السلة لدرجة الناشئين : 1

1986

## العاملين في النادي

### الجهاز الطبي للفريق
| اخصائي العلاج الطبيعي | لايوجد |

## أبرز لاعبي كرة القدم
- سليمان الشحيتان
- خالد المنصور
- محمد السبيعي
- عبد الرحمن السلمان
- يعقوب الحنيفيش
- خالد الفلاج
- حمد الخراز
- عادل المنصور
- عبد الله السواجي
- خالد الفرج
- عثمان القرعاوي
- منصور السعيد
- إبراهيم الفراج
- عبد الله الخشيبان
- حمد القدهي
- عبدالله القحطاني

## أبرز لاعبي كرة اليد

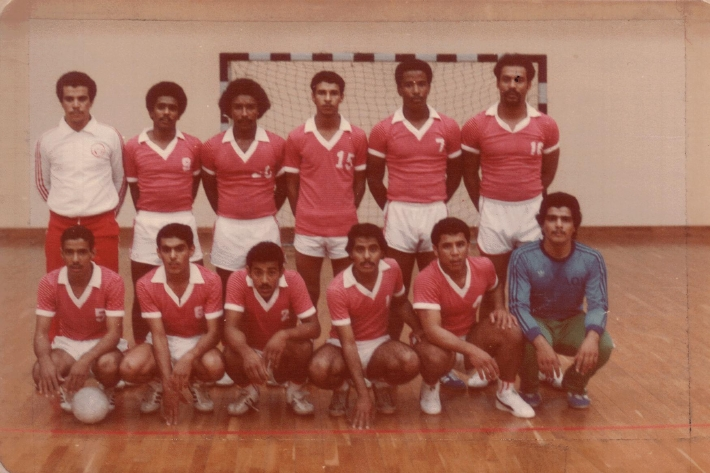
فريق كرة اليد في سنة 1986

- عبد الله الوهيب
- فهد الوهيبي
- عبدالله القرطون

## رؤساء النادي
- سليمان البادي
- عبد الرحمن النعيم
- عبدالله الحرابي
- أحمد التركي
- محمد المنيع
- إبراهيم الزعاقي
- عبد الرحمن المساعد
- أحمد المنصور
- فهد الوهيبي
- أحمد الصبيعي
- احمد المرزوق
- أديب الخويطر
- محمد الدخيّل
- عبد العزيز الدرع
- أمين الملاح

## مواقع خارجية
- منتديات الجماهير العرباوية
- منتدى مجلس الجمهور العرباوي